# Chiesa del Sacro Cuore di Gesù (Montepulciano Stazione)
La chiesa del Sacro Cuore di Gesù è il principale luogo di culto cattolico di Montepulciano Stazione, in provincia di Siena e diocesi di Montepulciano-Chiusi-Pienza. La sua costruzione risale al 1920.
Fa parte della chiesa anche il teatro, ex cinema parrocchiale, restaurato nel 1992-1994, nel 1998 (scalinata con luci, porta di ingresso) e nel 2003 (nuovo palco, pavimenti, amplificazione), dove ogni anno si svolgono la tradizionale festa del 6 gennaio con l'arrivo della Befana (dal 1988), vari spettacoli e recite. Era presente inoltre fino al 2019 un campo di calcetto costruito negli anni ottanta e terminato nel 1996, dove venivano svolti vari tornei locali.

## Storia

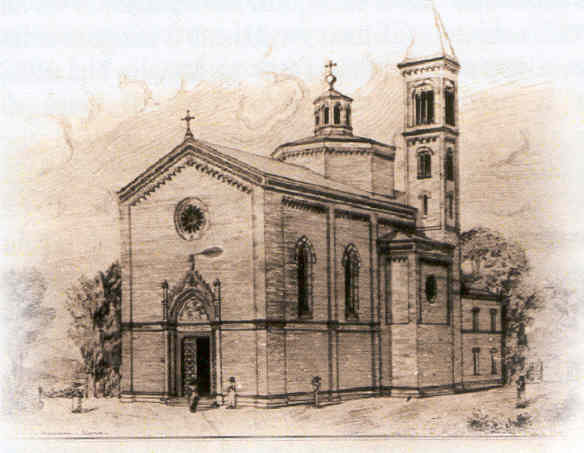
Progetto originale della chiesa

Nel 1920, Don Corrado Valdambrini avanzò la proposta di costruire una chiesa a Fontago, su un terreno generosamente donato dal marchese Giulio Ricci. L'iniziativa suscitò subito entusiasmo nella comunità locale e portò alla nascita di un comitato di pie donne, determinato a trasformare quel sogno in realtà. La raccolta fondi coinvolse tutto il paese, e tra i benefattori spiccò anche lo zuccherificio locale, che contribuì con una generosa donazione di mille lire. Il 9 ottobre 1921 fu posta la prima pietra della grande chiesa progettata dall'architetto Mariani di Siena e benedetta il 16 ottobre da Monsignor Giuseppe Batignani. Una cronaca de L'Araldo Poliziano, il giornale diocesano, ricorda la cerimonia con la benedizione impartita dal vescovo di Montepulciano Giuseppe Batignani, l'ampio concorso del popolo, la presenza di numerose autorità, del clero delle parrocchie vicine, del comitato promotore, e di varie personalità locali di rappresentanze del circolo cattolico maschile e femminile di Acquaviva (l'attuale Azione Cattolica).

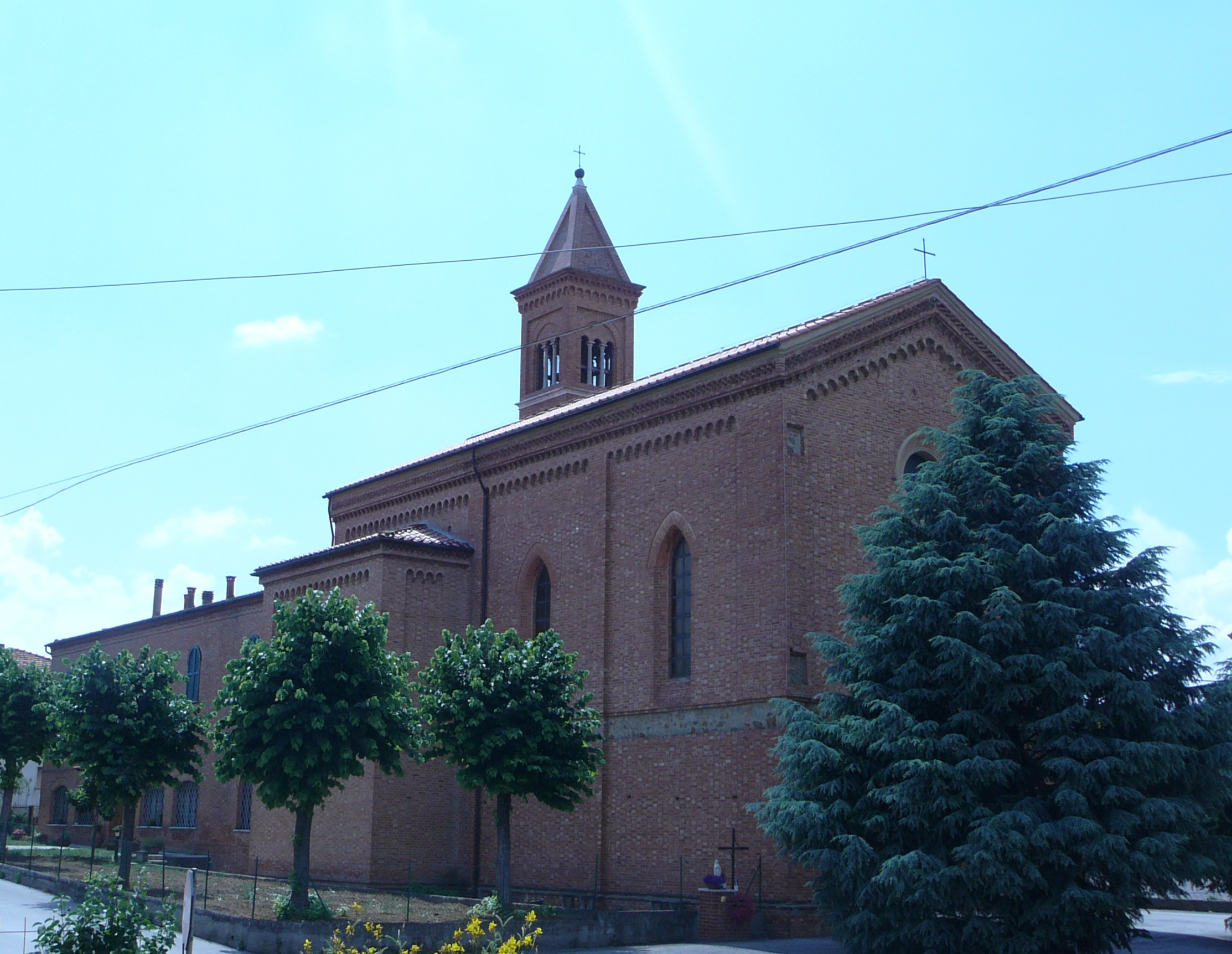
Esterno

Nel 1926, dopo varie vicende, si concluse la prima fase dei lavori, ma fu realizzata solo una parte del progetto originale che prevedeva una chiesa di dimensioni maggiori rispetto a quella realizzata ed una cupola che non fu mai eretta. La chiesa fu pensata come sacrario dei caduti della prima guerra mondiale e dedicata al Sacro Cuore di Gesù: è questa una devozione fortissima proprio negli anni del primo dopoguerra incoraggiata dai pontefici e particolarmente legata al magistero per la pace di papa Benedetto XV. Il legame con il Papa è testimoniato anche dal fatto che nel giugno del 1923 Papa Pio XI inviò un prezioso tabernacolo in palissandro intarsiato con un'immagine mariana come dono per la fiera di beneficenza e contributo per l'edificazione della chiesa che Monsignor Giuseppe Batignani aveva definito monumento ai caduti in guerra e voto di pace. Le celebrazioni per l'inaugurazione iniziarono sabato 17 luglio 1926 con una solenne processione della nuova Statua del Sacro Cuore di Gesù dalla Chiesa della Maestà del Ponte. Domenica 18 luglio mattina fu consacrata la chiesa e fu celebrata una messa solenne in musica. Nel pomeriggio la festa assunse un carattere popolare con manifestazioni quali una fiera di beneficenza, corsa ciclistica, una corsa dei somari (tornata a Montepulciano Stazione molti anni dopo) e vari giochi popolari e il lancio di razzi alle ore 21.

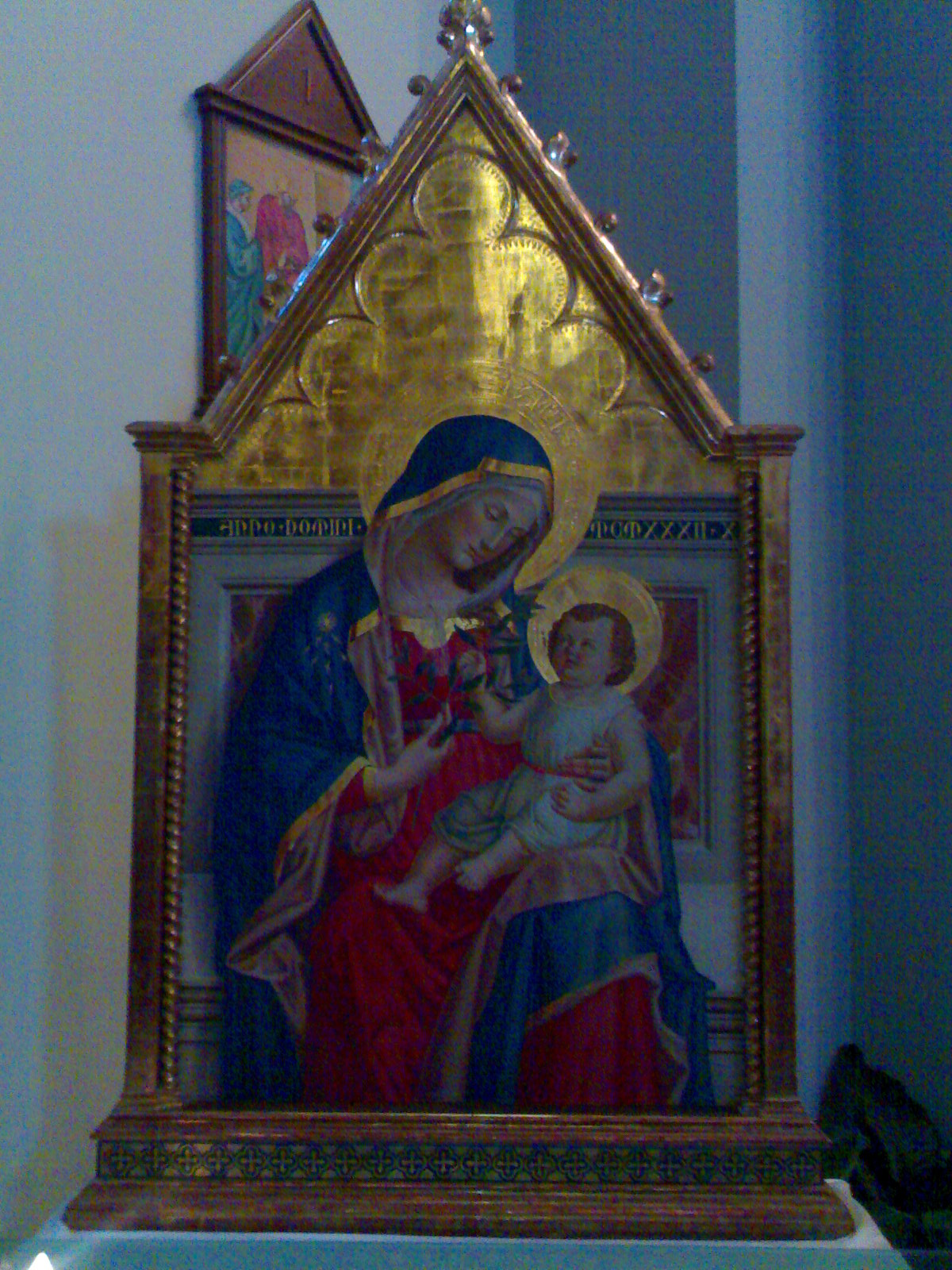
Dipinto Madonna Regina della Pace

Nel 1932 fu collocato nella chiesa il dipinto rappresentante la Madonna Regina della Pace, eseguito dal pittore senese Icilio Federico Joni. Da un raro documento, dove si vede l'elenco delle offerte raccolte in paese, l'acquisto della tavola costò L. 2000. Fu istituita la Festa della Madonna della Pace nell'ultima domenica di settembre collegandola alla Fiera al Ponte. In questa festa venivano celebrate la Cresima, la Prima Comunione e si svolgeva una processione per le vie del paese. Un cronista dell'epoca scrisse: Le feste in onore di Maria SS. Regina della Pace a Montepulciano Stazione sono riuscite veramente imponenti. Hanno dato a tutti l'impronta della familiarità, della devozione, dell'unione, per ritrovare un po' di vita, dopo la disastrosa chiusura dello Zuccherificio, che vorremmo riattivato nell'interesse di tutti. Nel 1942 la comunità di Montepulciano Stazione fu eretta a cappellania curata con l'arrivo del nuovo sacerdote Don Mario Ghezzi. All'epoca la parrocchia contava 800 abitanti e 200 famiglie.
Nel 1950 il Parroco Don Mario Ghezzi riprese il progetto originale, senza eseguire la cupola. Vennero fatti in compenso più ampi i locali parrocchiali e la casa canonica. I lavori terminarono nel settembre del 1953 e il 27 settembre avvenne l'inaugurazione della nuova chiesa dal Vescovo Emilio Giorgi. La Chiesa nella prima parte in stile neogotico, come si usava fare negli anni venti, fu ampliata nelle dimensioni attuali in stile neoromanico e pitturato alla maniera pisana a strisce bianche e nere. Nel 1962 avvenne l'erezione della parrocchia e della chiesa con il titolo originario del Sacro Cuore di Gesù. Nel 1974 la messa della Prima Comunione fu spostata a maggio e la Cresima a giugno. Nel 1975, ad opera di Don Mario Ghezzi vennero rifuse le 2 campane esistenti e venne acquistata la campana grossa, formando il doppio attuale. Negli anni ottanta la chiesa fu tinteggiata coprendo le vecchie zebrature e apportando le modifiche che poi furono soltanto rinfrescate durante i lavori del 1996, quando fu rifatto il pavimento e rinnovato tutto l'interno. In tale occasione non fu eseguita la cupola, in compenso furono costruiti ampi spazi per i locali parrocchiali, il teatro e la casa canonica. Nel 1983 la Festa della Madonna della Pace fu spostata alla Chiesa della Maestà del Ponte e unita all'antica Festa alla Maestà del Ponte in un'unica data, la prima domenica di settembre. L'11 aprile 1988 Don Mario Ghezzi venne a mancare ed il 14 ottobre entrò in parrocchia il nuovo parroco, Don Angelo Sonnati.

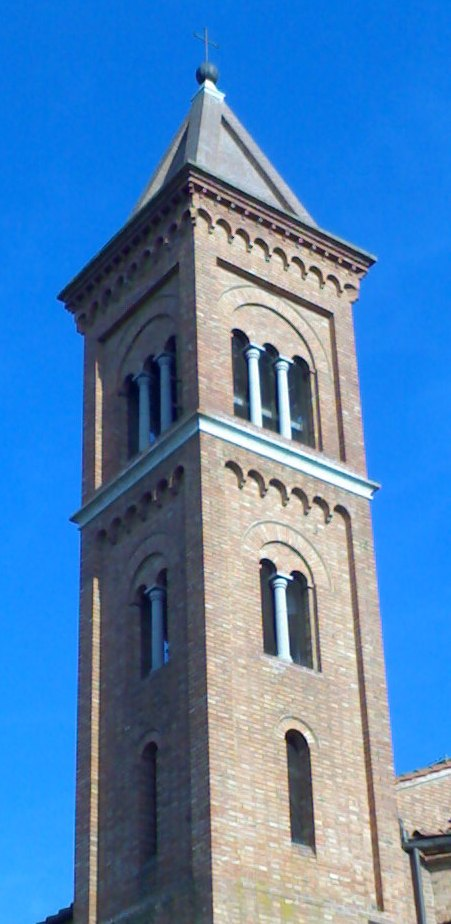
Campanile

Il 18 giugno 1989 fu posta nel rosone della facciata una vetrata artistica raffigurante l'immagine del Sacro Cuore di Gesù in ricordo del parroco Mario Ghezzi. La vetrata ispirata al Sacro Cuore di Gesù dell'Università Cattolica di Milano fu eseguita dalla Ditta la Diana di Siena.
Nel mese di maggio 1992 fu restaurata la statua del Sacro Cuore di Gesù e fu istituita la festa patronale in onore del Sacro Cuore di Gesù, che cade liturgicamente nel venerdì dopo il Corpus Domini, festività mobile legata alla data della Pasqua. Nel 1996 sono stati eseguiti i restauri generali all'interno della Chiesa (impianto termico, impianto elettrico ed acustico, nuovo altare e nuovo pavimento). È stata rinnovata la tinteggiatura conservando colore e tipologia già introdotti negli anni settanta-ottanta. Nel 2002 sono state portate via (dopo lotte e proteste del Parroco e dei parrocchiani), le tre grandi tele del Seicento che dal 1953 adornavano la Chiesa, per essere restaurate con la prospettiva di restituirle alla Chiesa di San Biagio, alla quale erano state tolte alla fine dell'Ottocento.

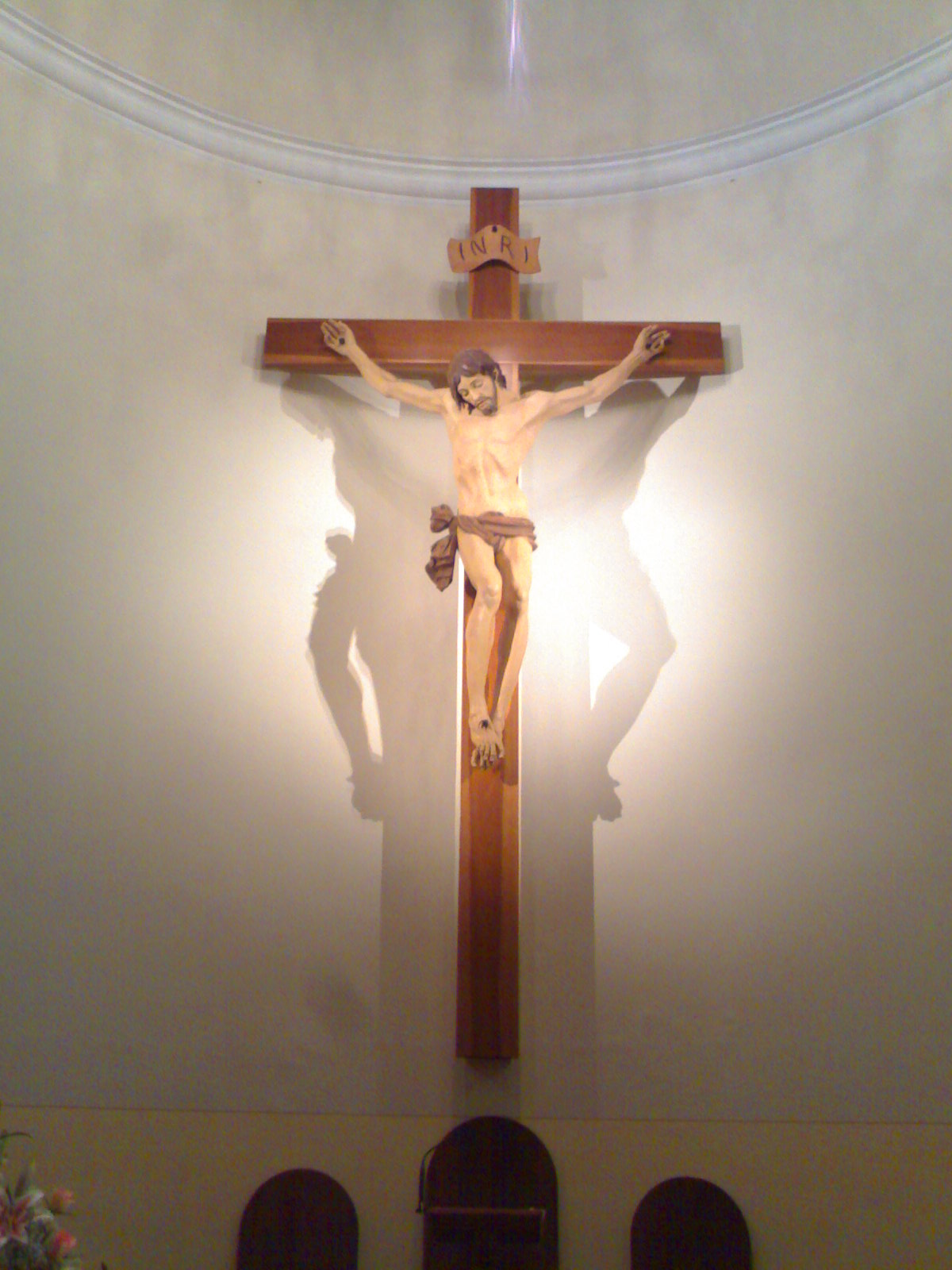
Crocifisso

Nel 2003 sono stati eseguiti i lavori di restauro del tetto della chiesa e del campanile. Sempre nel 2003 lo spazio lasciato vuoto nell'abside dietro all'altare da uno dei dipinti restituiti alla Chiesa di San Biagio (Assunzione della Vergine), è stato riempito con la collocazione di un grande Crocifisso, (inaugurato il 27 giugno 2003 con una solenne processione) che attira lo sguardo del visitatore e del credente invitando alla contemplazione del dolore e della morte in modo sereno e composto. Il crocifisso, in legno di cirmolo, si ispira al celebri Cristi del Tacca, artista del Seicento ed è stato scolpito interamente a mano da Joseph Bernardi di Ortisei ed è alto 2,30 metri, collocato sopra una croce di tulipiè lunga 5,25 metri.
Il 4 marzo 2007, in occasione della visita pastorale del Vescovo Monsignor Rodolfo Cetoloni, è stata inaugurata la nuova sede per il celebrante posta nel presbiterio, in pregiato legno di iroko. 
Il 12 febbraio 2008, dopo il restauro, la tela dell'Assunzione della Vergine è tornata momentaneamente nella chiesa del Sacro Cuore di Gesù ed è stato collocata nella controfacciata sopra la bussola. La tela era stata collocata nella chiesa del Sacro Cuore di Gesù nel 1954 e raffigura il tema dell'Assunzione della Vergine, eseguito dal pittore senese Domenico Manetti, nel 1656, come si legge nell'iscrizione resa di nuovo leggibile dall'accurato restauro avvenuto nel 2002 e posta in basso ai piedi di San Giovanni. 
A maggio 2008 è stato collocato nella cappella di destra l'organo a canne. Nel mese di ottobre sono state rinnovate le vetrate della chiesa. Il 5 maggio 2012 con una solenne processione sono stati festeggiati gli ottant'anni della Madonna Regina della Pace. L'8 giugno 2025 è stato inaugurato il nuovo sagrato antistante la chiesa in occasione delle celebrazioni dei 100 anni di Montepulciano Stazione.

## Descrizione

### Architettura

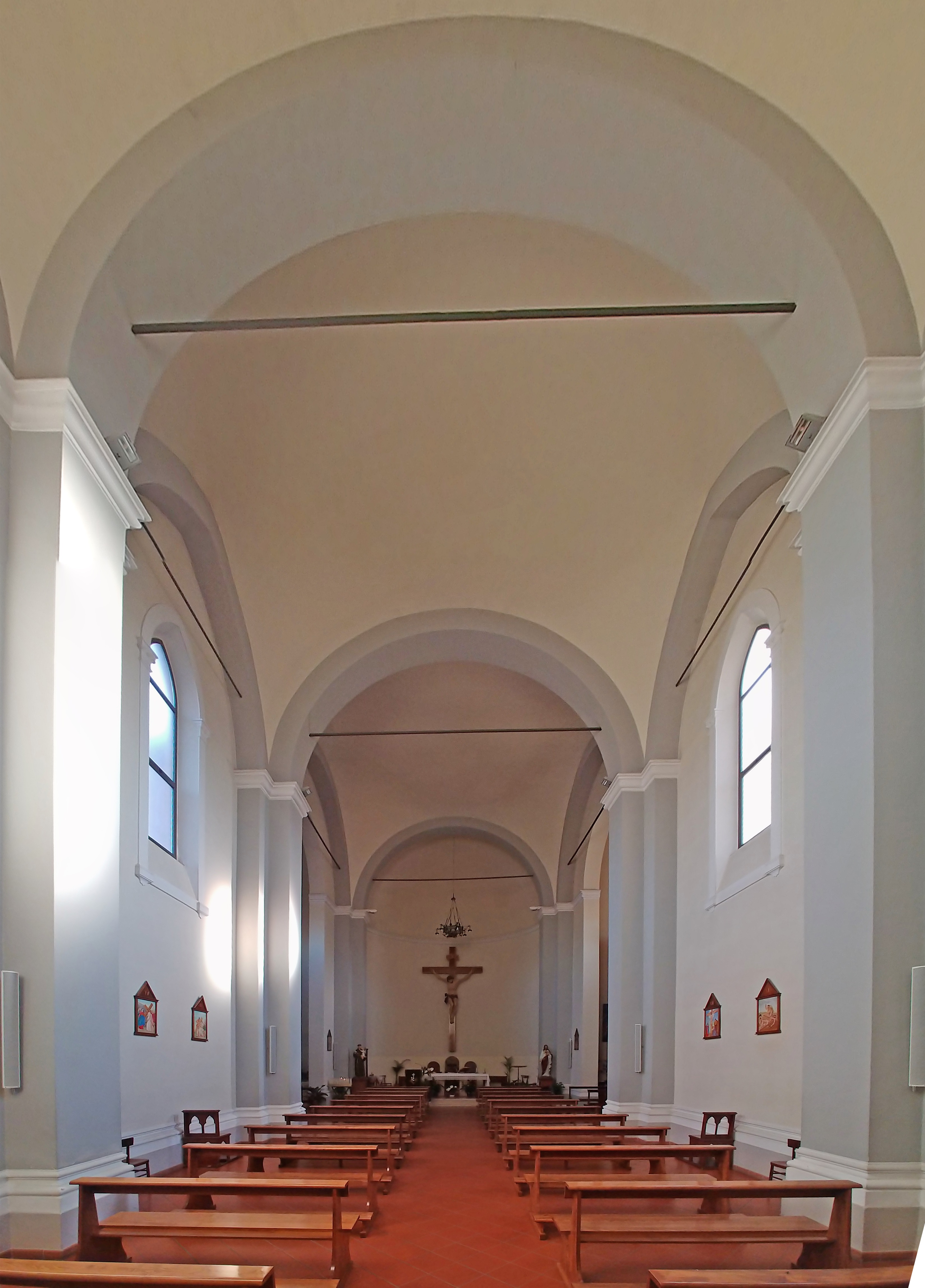
Interno

La chiesa del Sacro Cuore di Gesù è in un sobrio stile neoromanico.
L'esterno presenta su tutta la superficie muraria un paramento in mattoni rossi. La facciata, che prospetta su una piccola piazza con alberi (cedri),  è a capanna, con, al centro, un rosone circolare; non è stato realizzato il portale marmoreo, presente nel progetto originario. Sulla destra della chiesa, all'altezza del transetto, vi è il campanile a tre ordini, coperto con cuspide piramidale; la cella campanaria si apre sull'esterno con una trifora su ogni lato.
L'interno della chiesa è a croce latina, con navata unica di tre campate coperta con volte a vela poggianti su pilastri a sezione cruciforme e illuminata da monofore ogivali, transetto sporgente ed abside semicircolare. Il presbiterio è rialzato di alcuni gradini rispetto al resto della chiesa, ospita il moderno altare in marmo; dietro a esso vi sono la sede in legno e il Crocifisso (2003).

### Opere
- Madonna della Pace, di Icilio Federico Joni, dipinto, (1932).
- Sacro Cuore di Gesù, statua, (1926).
- Sant'Antonio da Padova, statua.
- Crocifisso, (2003).
- Organo a canne, (2008).

Nel 1954 erano stati portati nella Chiesa:
- Dipinto rappresentante l'Assunzione della Vergine (olio su tela, cm 492x284) realizzato da Domenico Manetti di Siena nel 1646.
- Dipinto rappresentante La Crocifissione (olio su tela, cm 500x294) realizzato da Antonio Circignani di Città della Pieve nel 1595.
- Dipinto rappresentante San Giorgio.

Le tre tele provenivano originariamente dalla Chiesa di San Biagio. Inizialmente l'Assunzione della Vergine fu collocata sopra l'altare laterale di destra, il San Giorgio nell'altare laterale di sinistra e La Crocifissione nell'abside. Negli anni ottanta l'Assunzione della Vergine e il San Giorgio furono collocate nella controfacciata sopra la bussola. Il dipinto della Crocifissione, fu collocato nell'abside. Nel 1996 ci fu uno scambio di posto di tele: l'Assunzione della Vergine nell'abside e La Crocifissione nella controfacciata sopra la bussola. Nel 1998 l'Assunzione della Vergine e il San Giorgio furono portate via per essere restaurate e La Crocifissione tornò nell'abside. Nel 2002 le tre grandi tele del Seicento, sono state portate via dalla chiesa del Sacro Cuore di Gesù, per essere restaurate e restituite alla Chiesa di San Biagio a Montepulciano.

### Organo a canne

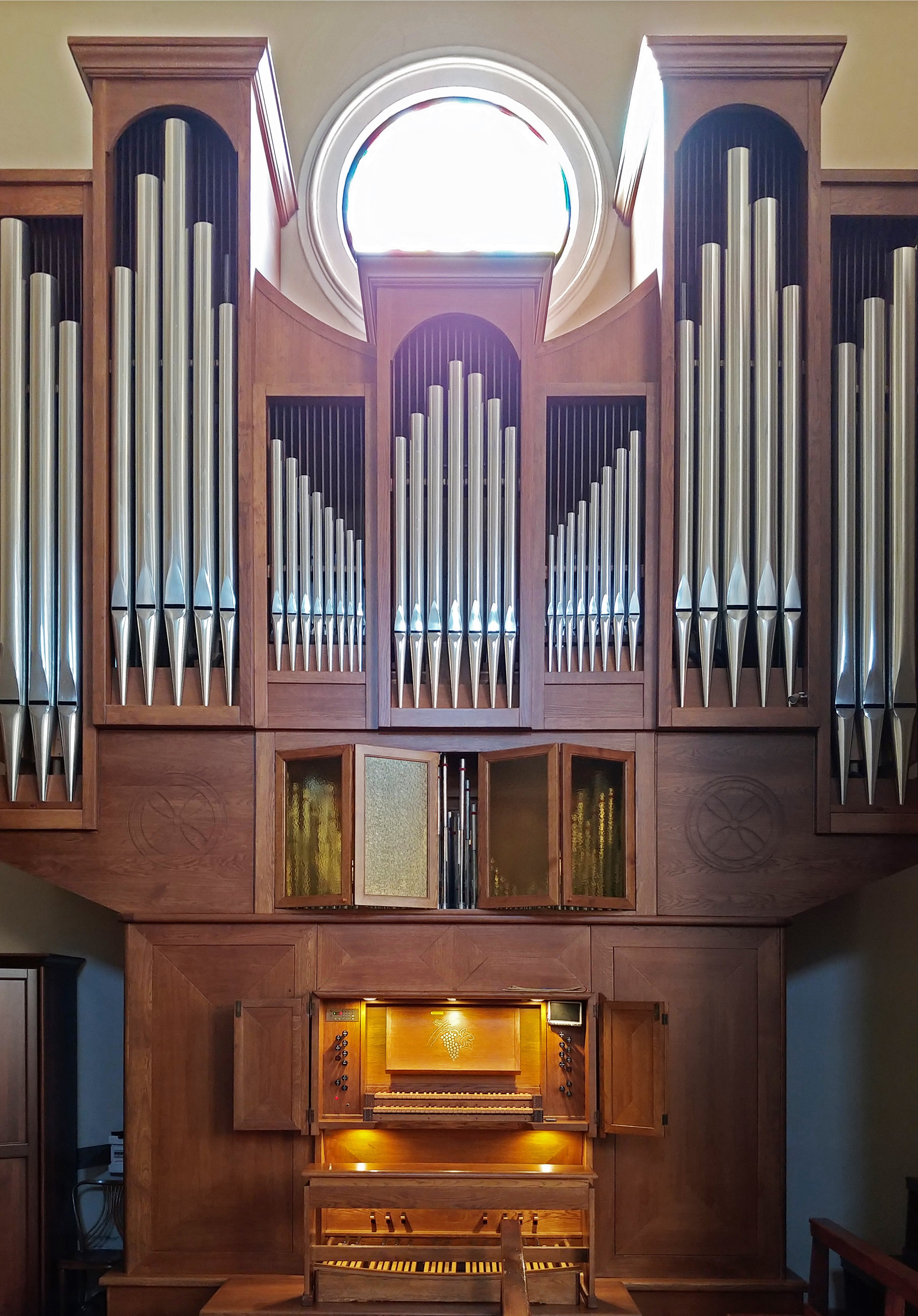
Organo a canne

Nel braccio destro del transetto, si trova l'organo a canne Chichi opus 201, costruito nel 2008.
Lo strumento, a trasmissione mista, meccanica per i manuali e il pedale, elettrica per i registri, ha consolle a finestra con due tastiere di 58 note ciascuna ed una pedaliera concava di 30. I registri sono 17, per un totale di 1167 canne. La cassa lignea, dalle semplici geometrie, presenta una mostra composta da canne di principale disposte in sette campi, con bocche a mitria allineate.

## Preghiera
Preghiera della Madonna Regina della Pace
insegnaci a scoprire nella tua vita
i gesti e le parole che dobbiamo
imparare per essere più simili a Gesù.
Insegnaci come si fa ad avere le mani
sempre pronte al servizio; ad avere
gli occhi aperti alle necessità dei fratelli;
ad avere il cuore che ama senza distinzione.
Aiutaci ad essere persone limpide e serene,
silenziose e laboriose, ricche dei tuoi esempi,
capaci di ascoltare il Signore,
che parla e ci suggerisce i progetti
più belli per una vita più vera.
Torneremo ad amare, con te, il silenzio
della preghiera, che ci aiuta a dire
ogni giorno come te: “Ciò che Tu vuoi,
Signore, si compia in me”.
E la pace vera sarà sempre in noi.»

### Sacerdoti
- Don Corrado Valdambrini dal 1920 al 1942.
- Don Mario Ghezzi dal 1942 all'11 aprile 1988.
- Don Angelo Sonnati dal 14 ottobre 1988.

## Galleria d'immagini

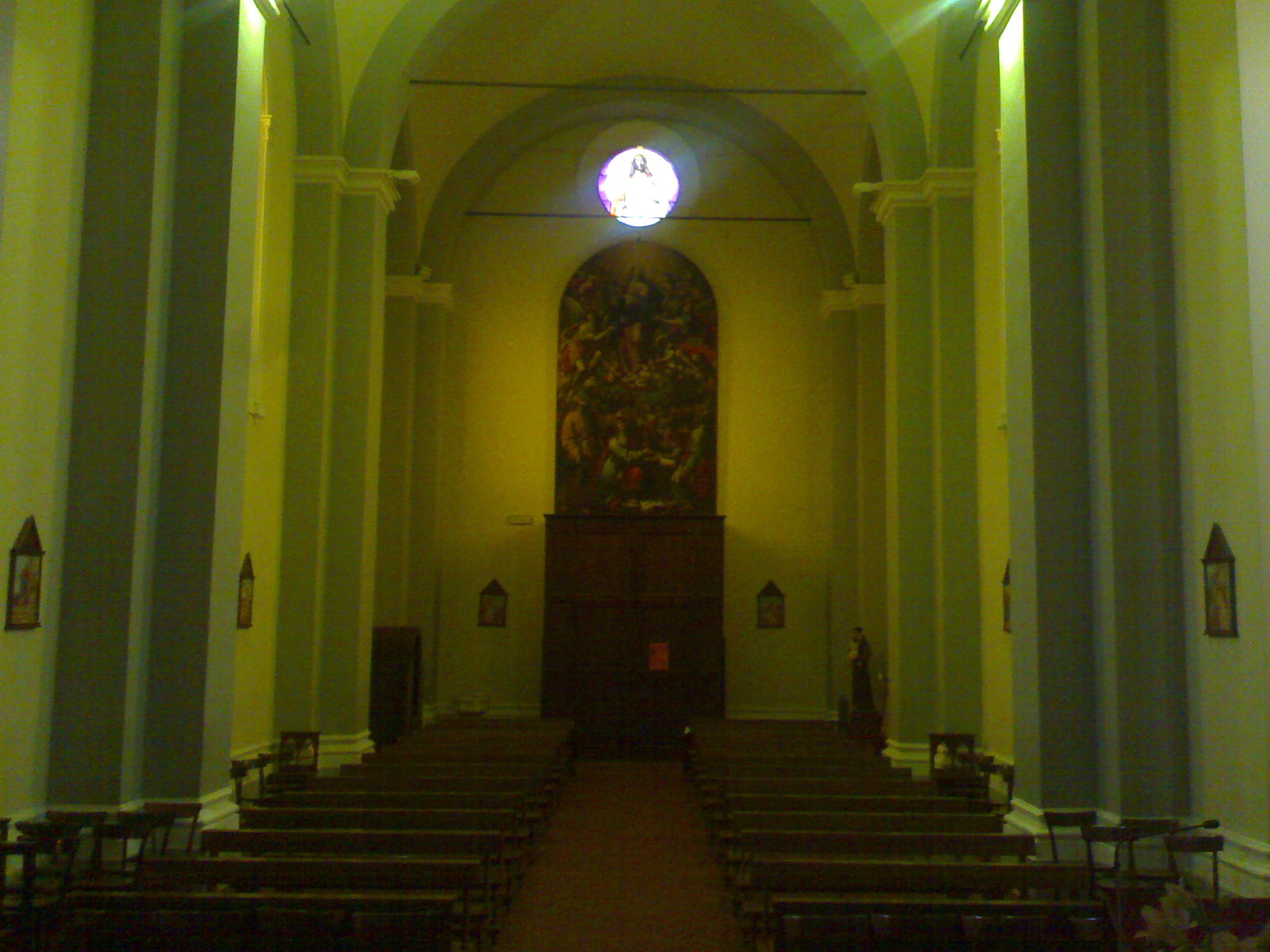
Interno verso la controfacciata
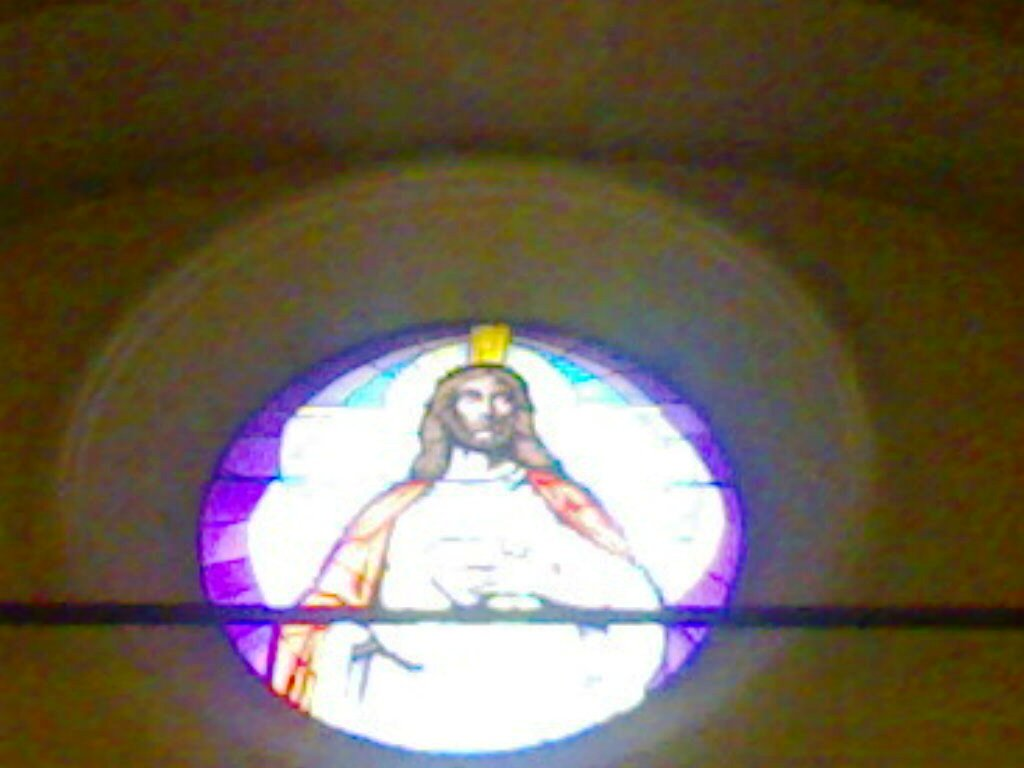
Rosone
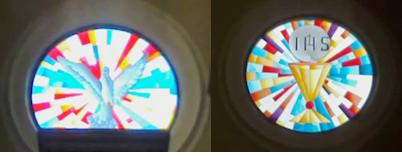
Vetrate laterali: Eucaristia e Spirito Santo
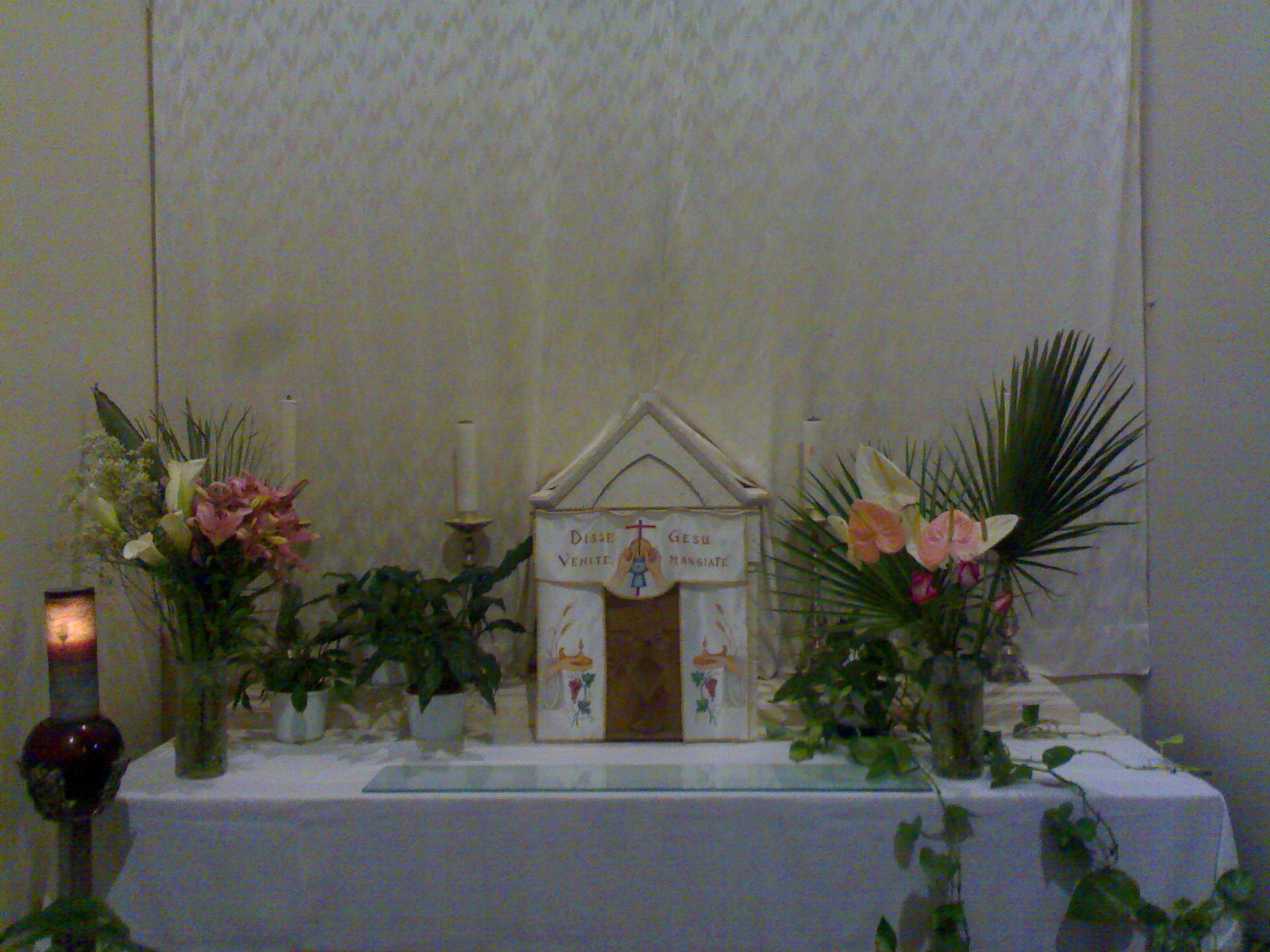
Tabernacolo
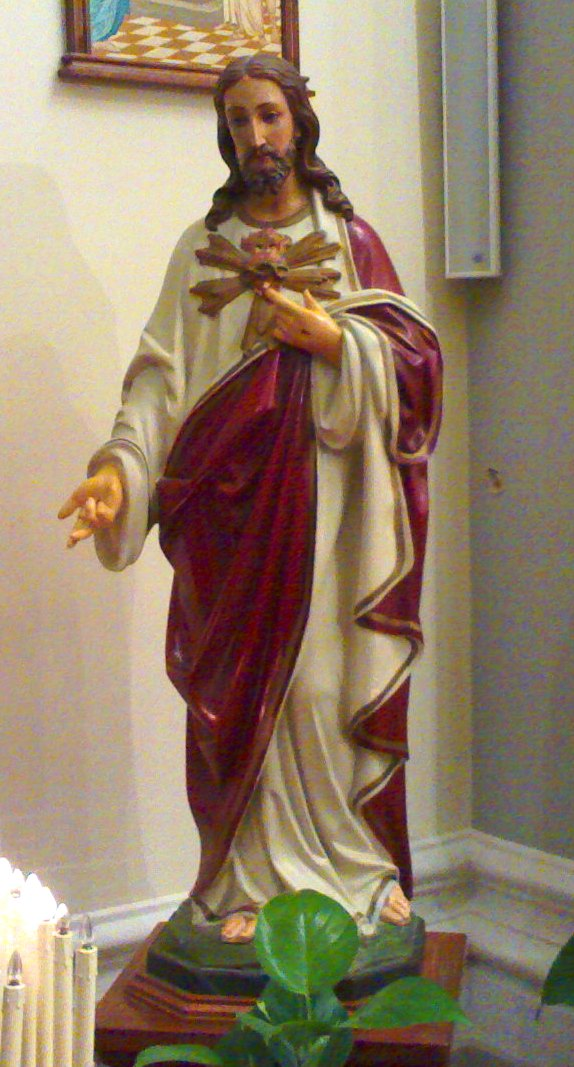
Statua Sacro Cuore di Gesù
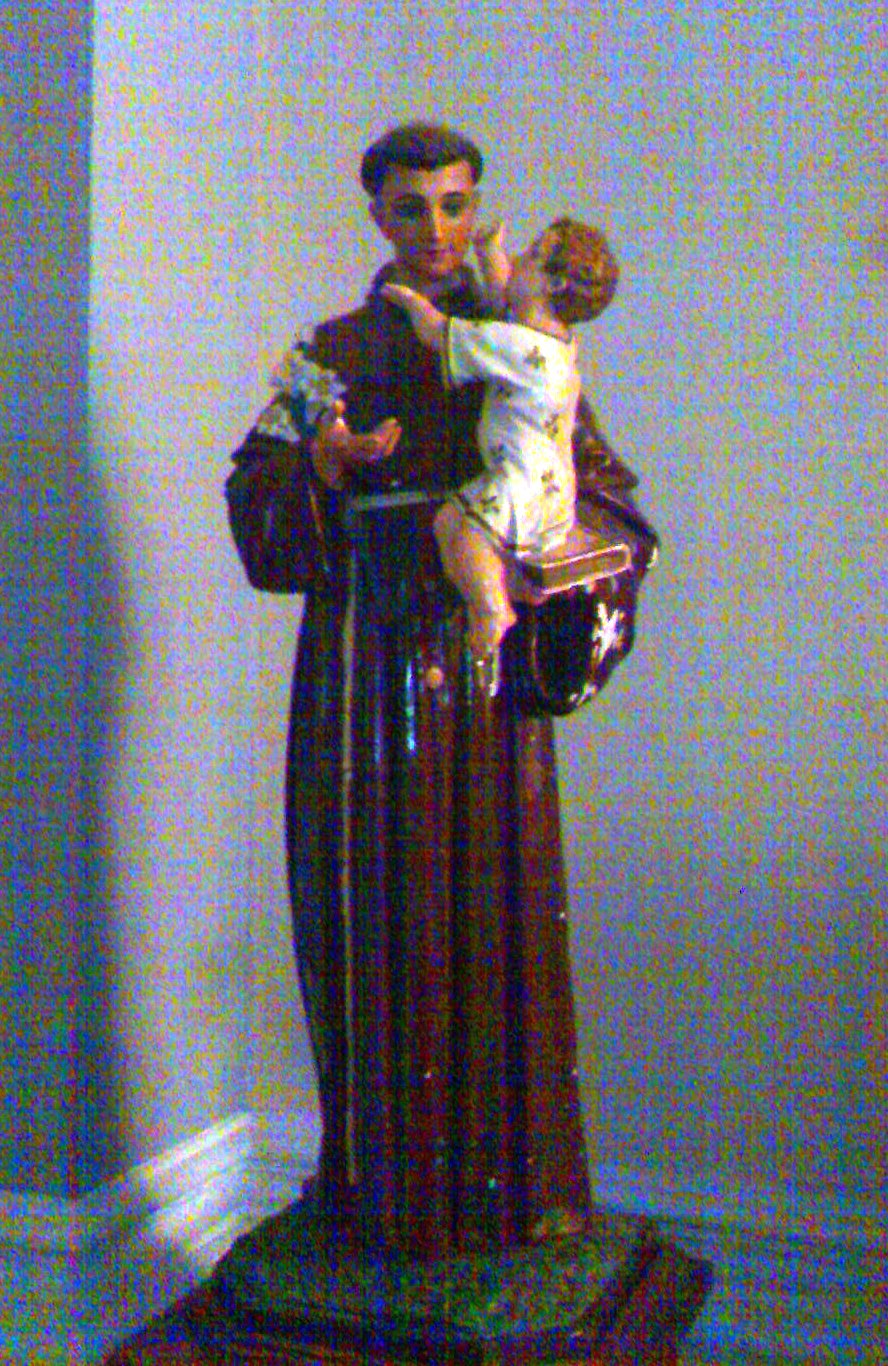
Statua Sant'Antonio da Padova
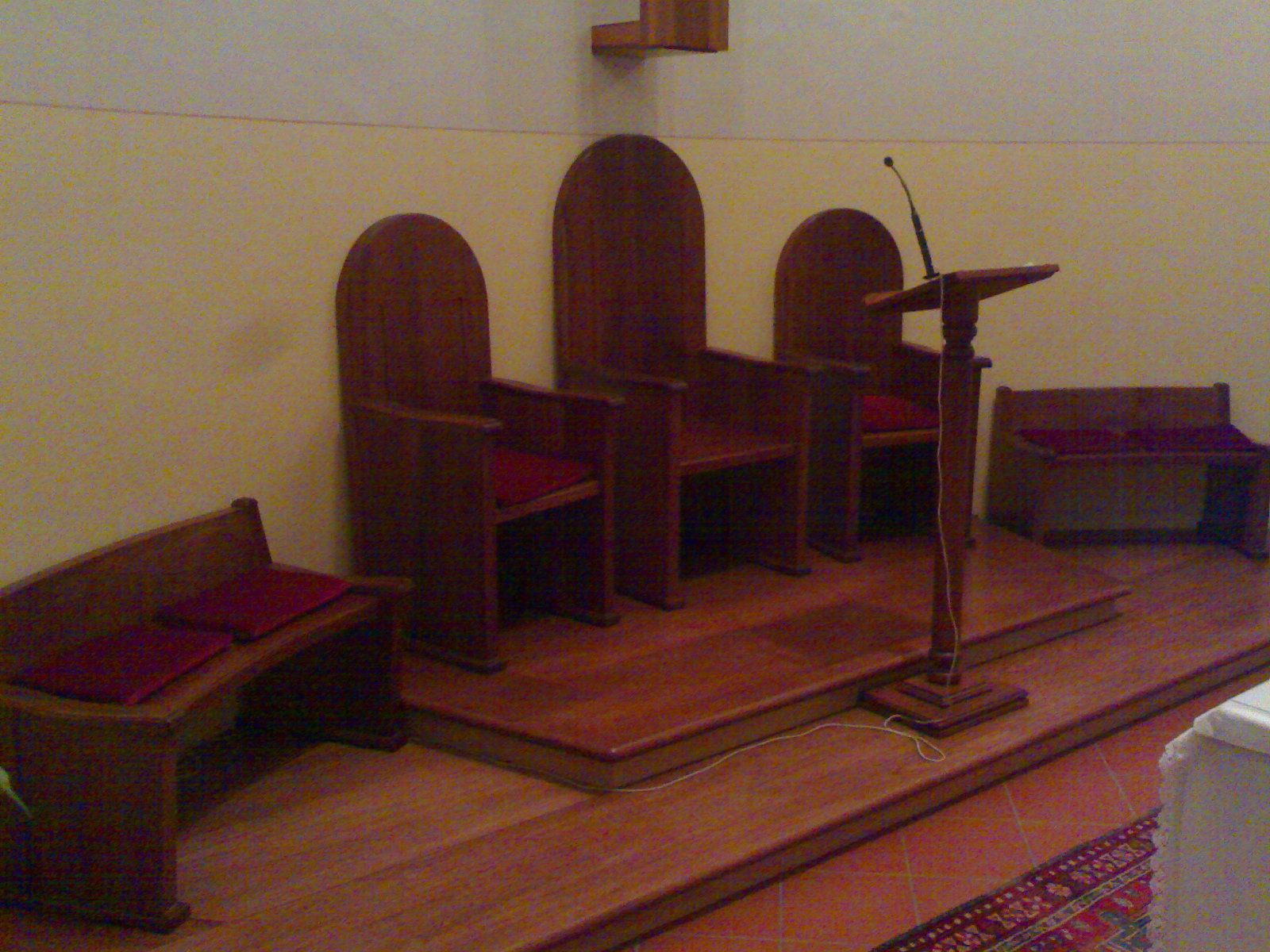
Sede per il celebrante